# Чегемські водоспади
Чегемські водоспади — пам'ятка природи, група водоспадів на річках Адайсу, Сакал-Туп і Каяарти, що впадають у річку Чегем, в Чегемському районі Кабардино-Балкарії, Російська Федерація. Найближчі населені пункти — Нижній Чегем і Хушто-Сирт. Відстань до центру району міста Чегем — 44 км, до столиці республіки міста Нальчика — 55 км.

## Опис
Групу Чегемских водоспадів утворюють 3 водоспади. Якщо рухатися по Чегемській ущелині на південь, то першим, за 2 км на південь від села Нижній Чегем, буде Малий Чегемський водоспад, або Адай-Су (Дівоча коса). Він знаходиться на притоці Чегема — однойменної річки, яка впадає в Чегем праворуч. Водоспад розташований приблизно за 200 м від дороги і зовні нагадує величезний кам'яний жолоб, створений природою — з нього спадають води річки Адайсу. Цей водоспад вважається найпотужнішим з усієї групи, а його висота — близько 30 м
Далі, на південь від села Хушто-Сирт, починається Чегемська тіснина (Су-Аузу — «вода з горла») — ширина ущелини в найвужчому місці зменшується до 25 метрів. В межах цієї тіснини й знаходяться Великі Чегемські водоспади. Одним із водоспадів є водоспад на річці Сакал-Туп — правій притоці річки Чегем. Подібно до першого водоспаду, він схожий на гігантський жолоб з водою, тільки іншої форми і водність його значно нижче, ніж у Адай-Су.
Приблизно за півкілометра на південь розташований Головний Чегемський водоспад на річці Каяарти, іншій правій притоці річки Чегема. Він вважається самим незвичайним з групи Чегемських водоспадів, так як являє собою фактично цілу групу водоспадів. Частина води падає в Чегем у вигляді невеликих каскадів з висоти 50-60 м, інша сочиться з ущелин скель у верхній частині стіни.
Чегемские водоспади вважаються однією з природних туристичних визначних пам'яток Кабардино-Балкарії. Сюди часто возять на екскурсії туристів з міст регіону Кавказьких Мінеральних Вод та інших регіонів Північного Кавказу. Туристична інфраструктура на місці водоспадів представлена невеликим готелем та кафе.

## Ілюстрації

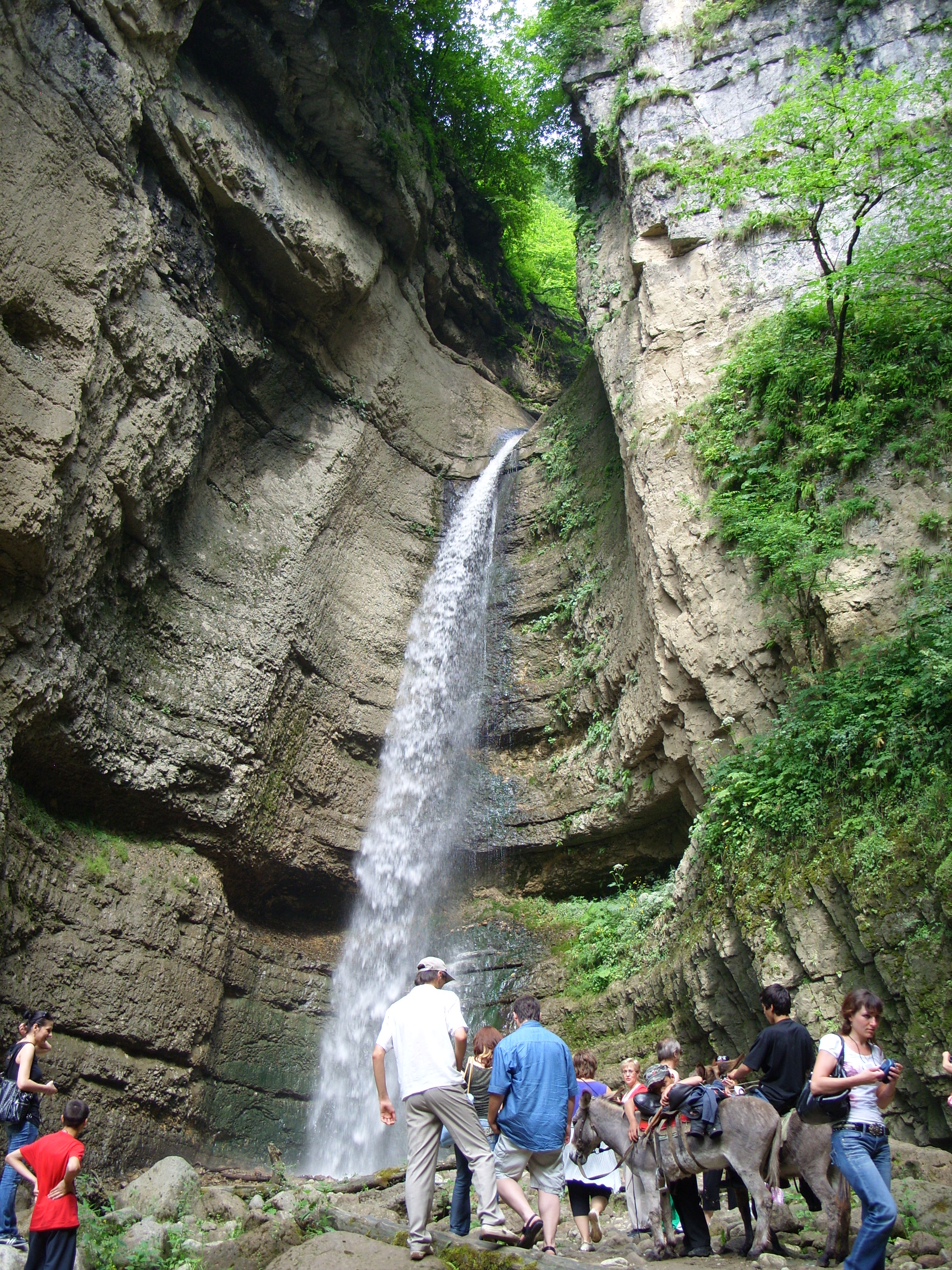
Малий водоспад
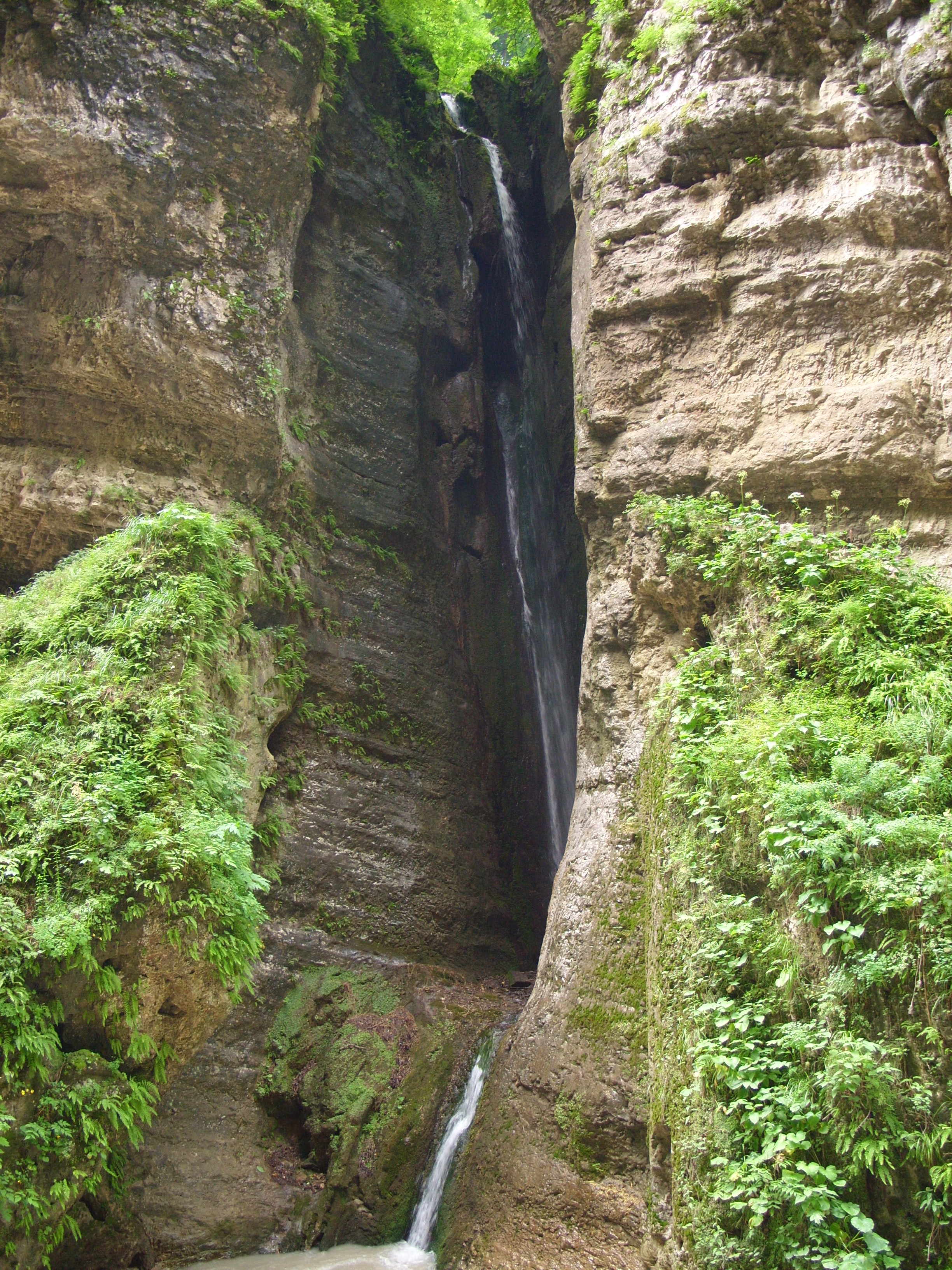
Водоспад на Сакал-Туп
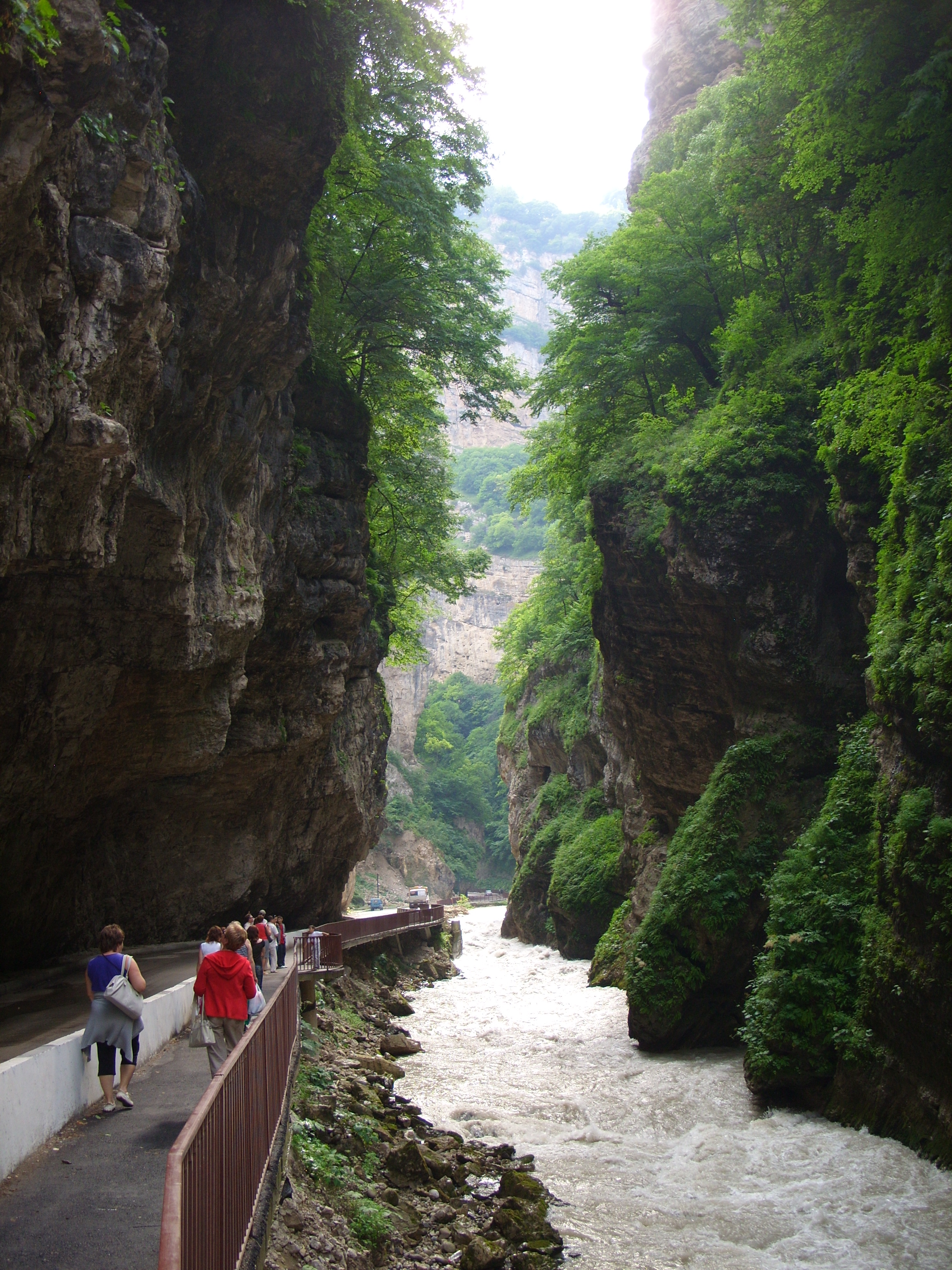
Чегемська тіснина
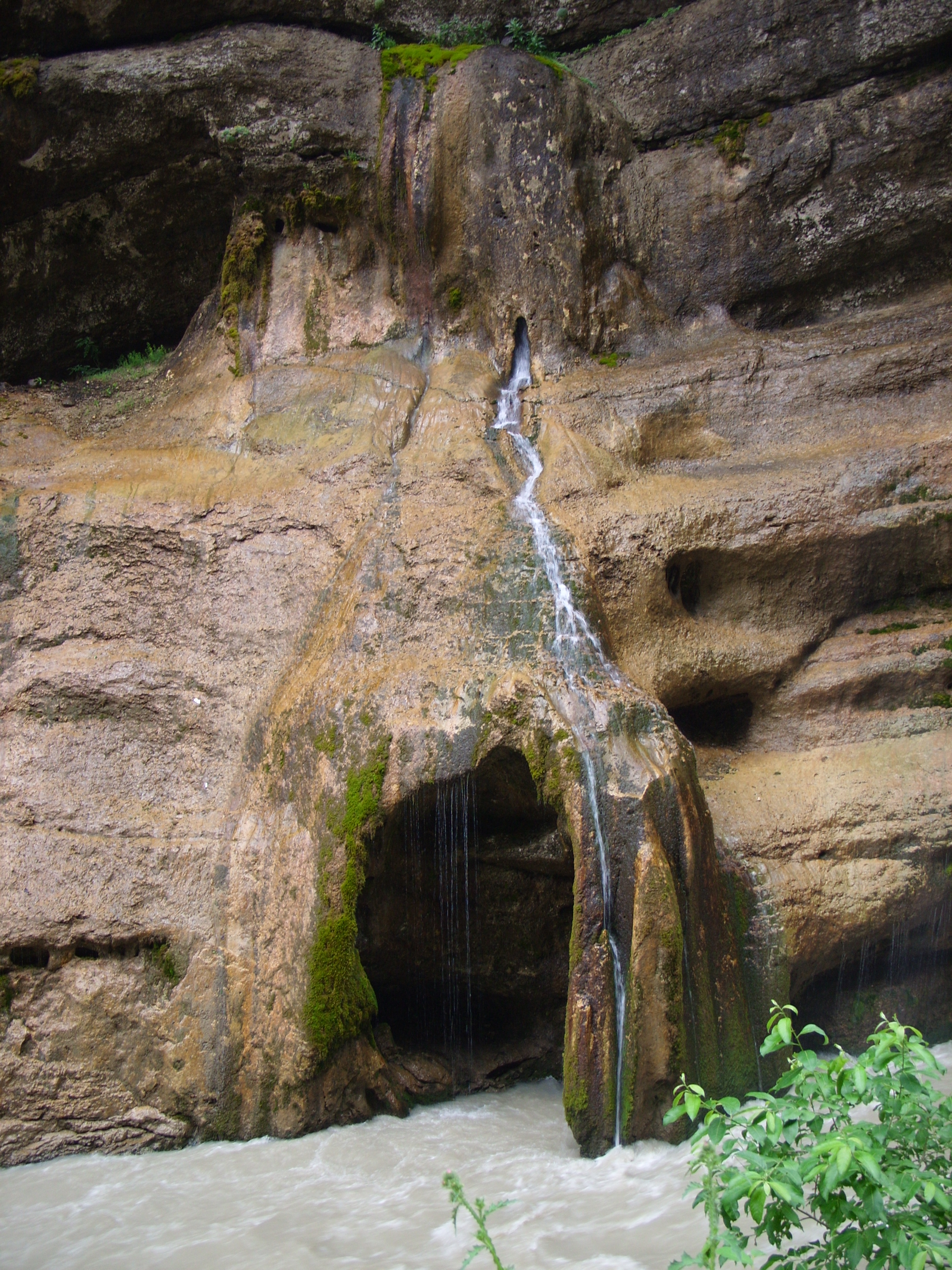
«Плакучі» скелі